# Населення Черкас
Населення Черкас станом на 1 березня 2015 року становило 284 459 осіб, населення селища Оршанець, підпорядкованого Черкаській міськраді — 845 осіб. Загальне населення Черкаської міськради на 1 березня 2015 року — 285 304 особи, що становить 22,8% населення області. На початку 2014 р. за чисельністю населення серед міст України Черкаси посідали 19 місце.

## Вікова структура
Середній вік населення Черкас за переписом 2001 року становив 37,1 років. Середній вік чоловіків на 4 роки менше ніж у жінок (35,0 і 39,0 відповідно). У віці молодшому за працездатний знаходилося 51 176 осіб (17,3%), у працездатному віці — 188 094 осіб (63,5%), у віці старшому за працездатний — 56 009 осіб (18,9%). За статтю у місті переважали жінки, яких налічувалося 158 692 осіб (53,6%), тоді як чоловіків 137 499 (46,4%).

Станом на 1 січня 2014 року статево-віковий розподіл населення Черкаської міськради був наступним:
| вік         | чоловіки | жінки   | обидві статі |
| ----------- | -------- | ------- | ------------ |
| 0-14        | 18 708   | 17 148  | 35 856       |
| 15-64       | 96 872   | 111 361 | 208 233      |
| 65 і старше | 13 851   | 25 582  | 39 433       |

## Національний склад
Динаміка національного складу населення Черкас за даними переписів, %
|          | 1926 | 1939 | 1959 | 1989 | 2001 |
| -------- | ---- | ---- | ---- | ---- | ---- |
| українці | 62,0 | 74,7 | 71,0 | 74,4 | 83,4 |
| росіяни  | 8,6  | 8,4  | 21,2 | 20,6 | 13,1 |
| євреї    | 27,6 | 14,8 | 5,5  | 1,6  | 0,5  |

Згідно з опитуваннями, проведеними Соціологічною групою «Рейтинг» у 2017 році, українці становили 94% населення міста, росіяни — 4%.

## Мовний склад
Динаміка рідної мови населення Черкас за переписами, %
| мова       | 1897 | 1926 | 1989 | 2001 |
| ---------- | ---- | ---- | ---- | ---- |
| українська | 43,6 | 56,8 | 70,2 | 79,1 |
| російська  | 16,6 | 18,8 | 28,7 | 18,7 |
| єврейська  | 36,9 | 22,9 | 0,1  | 0,01 |

Українська мова є основною та єдиною офіційною мовою міста.
Згідно з опитуваннями, проведеними Соціологічною групою «Рейтинг» у 2017 році, українською вдома розмовляли 64 % населення міста, російською — 19 %, українською та російською в рівній мірі — 15 %.
Згідно з опитуванням, проведеним Міжнародним республіканським інститутом у квітні-травні 2023 року, українською вдома розмовляли 80 % населення міста, російською — 18 %.
28 вересня 2023 року рішенням Черкаської міської ради у Черкасах було запроваджено мораторій на публічне використання російськомовного культурного продукту.
Згідно з опитуванням, проведеним Міжнародним республіканським інститутом у квітні-травні 2024 року, українською вдома розмовляв 91 % населення міста, російською — 37 % (на відміну від опитування 2023 року було дозволено вибір кількох варіантів).